# Ким Гван Сон (велогонщик)
Ким Гван Сон (кор. 김광선; род. 8 апреля 1946, Сеул, Allied military government period) — бывший южнокорейский велогонщик. Участник летних Олимпийских играх 1968 года. Призёр Чемпионата Азии по велосипедному спорту (трековые гонки; 1966 — две бронзы в команде Кореи и 1971 — серебро в команде Кореи и в масс-старте на 1600 метров). На Азиаде 1970 года завоевал три медали.